# Durga
Durga (tiếng Phạn: दुर्गा Durgā 'bất khả chiến bại', phát âm tiếng Hindi-Urdu: [ˈd̪ʊrɡaː]), phiên âm Hán Việt: Đỗ Nhĩ Gia (杜尔加), là hình dạng chủ yếu của nữ thần Mẹ trong đạo Hindu. Có rất nhiều hóa thân của nữ thần Durga: Kali, Bhagvati, Bhavani, Ambika, Lalita, Gauri, Kandalini, Java, Rajeswari và có chín danh xưng: Skandamata, Kushmanda, Shailaputri, Kaalratri, Brahmacharini, Maha Gauri, Katyayani, Chandraghanta và Siddhidatri. Một danh sách 108 tên được sử dụng để mô tả bà được người Hindu sử dụng rất phổ biến và được gọi là Ashtottara Shatanamavali của nữ thần Durga. Bà được biết đến với một loạt tên gọi đa dạng: bao gồm Amba, Ambika, Aadhya, Jagadamba, Parvathi, Shakti, Adishakti, Adi Parashakti và Devi. Theo Shaktism, Adi Para Shakti - nữ thần, Devi-là đấng tối cao và các tín hữu xem Durga là nguyên nhân gốc rễ của sự sáng tạo, nuôi dưỡng và hủy diệt. Bà là năng lượng tinh khiết (gọi tắt là "Shakti" trong tiếng Phạn và bối cảnh tôn giáo Hindu). Là bẩm sinh vô sắc (được gọi là Adi Parashakti), bà hóa thân trong phạm vi những vị thần và á thần để có thể hoàn thành nhiệm vụ của vũ trụ thông qua họ. Vào những lúc đau khổ, chẳng hạn như khi Mahishasura khủng bố vũ trụ, bà hoá thân trong hình dạng thiêng liêng để bảo vệ thế giới. Do đó, Durga cũng được biết đến như Mahishasura Mardini (tiếng Bengal: মহিষাসুরমর্দ্দিনী, người tiêu diệt Mahishasur).

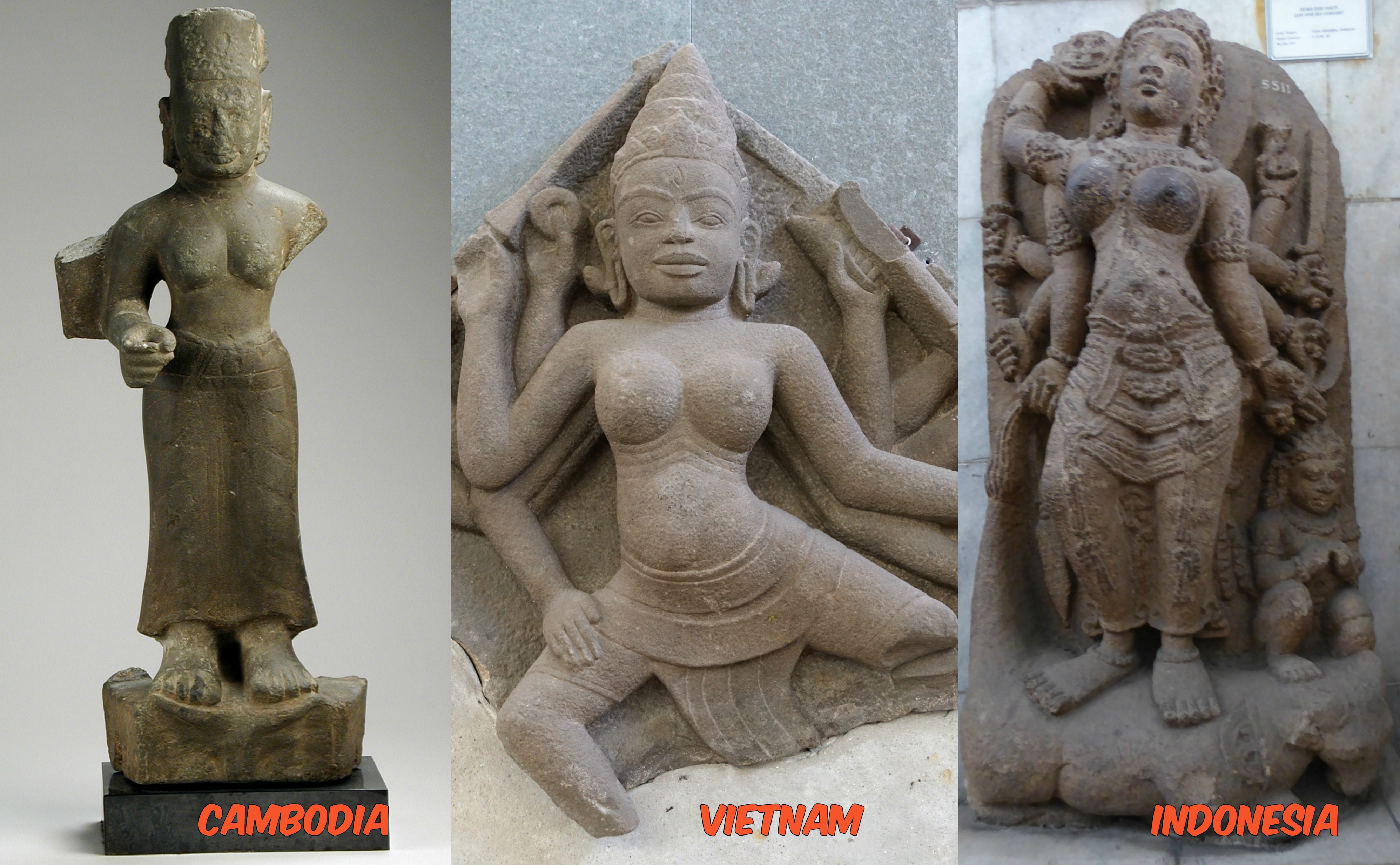
Tượng thần Durga tại Đông nam Á, Thế kỷ 7/8 ở Campuchia, thế kỷ 10/11 ở Việt Nam, thế kỷ 8/9 ở Indonesia.

Hàng năm, Durga Puja  là một lễ hội Hindu ở Nam Á được cử hành để thờ phụng nữ thần Durga trong đạo Hindu. Nó liên quan đến cả sáu ngày lễ kỷ niệm khác như Mahalaya, Shashthi, Maha Saptami, Maha Ashtami, Maha Navami và Vijayadashami.